# Liste der deutschen Bahnhöfe der Preisklasse 1

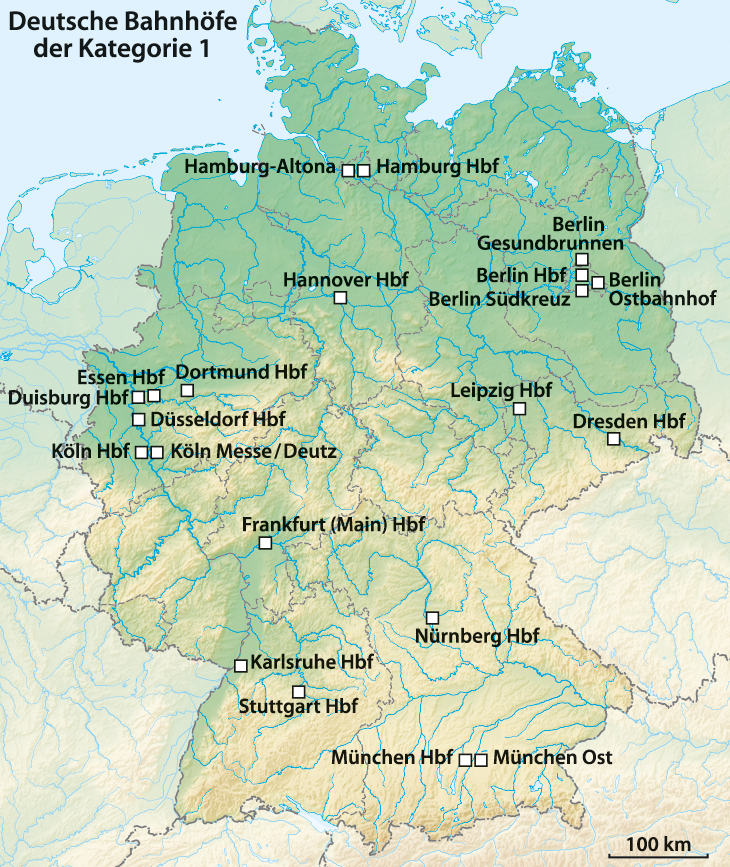
Lage der Bahnhöfe der Preisklasse 1 in Deutschland

Die Liste der deutschen Bahnhöfe der Preisklasse 1 enthält 21 Bahnhöfe, die von DB InfraGO in Preisklasse 1 eingestuft werden. Die Preisklassen bilden die Grundlage für die Ermittlung der Stationspreise, die Eisenbahnverkehrsunternehmen (EVU) an DB InfraGO für die Nutzung der Bahnstationen entrichten.

## Erklärung
- Art:  Nennt die Art des Bahnhofs nach der betrieblichen Bedeutung (in Klammern wird gegebenenfalls eine besondere Bauform vermerkt).
- Eröffnung:  Nennt das Jahr der Eröffnung des Bahnhofs.
- Bewegungen:  Nennt die tägliche Anzahl der Zugbewegungen des Bahnhofs (Fern- und Nahverkehrsverbindungen, darunter: Anzahl der S-Bahn-Zugbewegungen).[3]
- Gleise:  Nennt die Anzahl der Bahnsteiggleise des Bahnhofs.
- Reisende:  Nennt die tägliche Anzahl der Reisenden und Besucher.
- Barrierefrei:  Nennt, ob jeder Bahnsteig ohne Treppen zugänglich ist. Die Einstufung „Teilweise“ bedeutet, dass dies nicht auf jeden Bahnsteig zutrifft.
- Bild:  Zeigt ein Bild des Bahnhofs.

## Bahnhöfe der Preisklasse 1
| Name                          | Art (Bauform)                                      | Eröffnung  | Bewegungen/Tag           | Gleise | Reisende/Tag (inkl. Besucher) | Barrierefrei                    | Bild |
| ----------------------------- | -------------------------------------------------- | ---------- | ------------------------ | ------ | ----------------------------- | ------------------------------- | ---- |
| Berlin Gesundbrunnen          | Kreuzungsbahnhof                                   | 1872       | ca. 194 +ca. 1000 S-Bahn | 10     | 203.000 (Stand: 2019)         | Ja                              |      |
| Berlin Hauptbahnhof           | Kreuzungsbahnhof (Turmbahnhof)                     | 2006       | 587 +ca. 600 S-Bahn      | 14     | 329.000 (Stand: 2019)         | Ja                              |      |
| Berlin Ostbahnhof             | Durchgangsbahnhof                                  | 1842       | 335 +891 S-Bahn          | 9      | 100.000 (Stand: 2013)         | Ja                              |      |
| Berlin Südkreuz               | Kreuzungsbahnhof (Turmbahnhof)                     | 2006       | 201 +1115 S-Bahn         | 10     | 179.000 (Stand: 2019)         | Ja                              |      |
| Dortmund Hauptbahnhof         | Kreuzungsbahnhof                                   | 1847       | 680 +302 S-Bahn          | 16     | 130.000 (Stand: 2019)         | Ja                              |      |
| Dresden Hauptbahnhof          | Trennungsbahnhof, z. T. Kopfbahnhof (Inselbahnhof) | 1898       | 322 +215 S-Bahn          | 16     | 60.000 (Stand: 2013)          | Ja                              |      |
| Düsseldorf Hauptbahnhof       | Kreuzungsbahnhof                                   | 1891       | 630 +500 S-Bahn          | 20     | 246.000 (Stand: 2019)         | Ja                              |      |
| Duisburg Hauptbahnhof         | Kreuzungsbahnhof                                   | 1846       | 700                      | 12     | 130.000 (Stand: 2017)         | Ja                              |      |
| Essen Hauptbahnhof            | Trennungsbahnhof                                   | 1862       | 321 +403 S-Bahn          | 13     | 152.000 (Stand: 2019)         | Ja                              |      |
| Frankfurt (Main) Hauptbahnhof | Kopfbahnhof                                        | 1888       | 632 +1100 S-Bahn         | 29     | 493.000 (Stand: 2019)         | Ja                              |      |
| Hamburg-Altona                | Kopfbahnhof                                        | 1844       |                          | 12     | 138.000 (Stand: 2019)         | Ja                              |      |
| Hamburg Hauptbahnhof          | Trennungsbahnhof (Reiterbahnhof)                   | 1906       | 800 +1200 S-Bahn         | 12     | 537.000 (Stand: 2019)         | Ja                              |      |
| Hannover Hauptbahnhof         | Kreuzungsbahnhof                                   | 1843       | 418 +204 S-Bahn          | 12     | 261.000 (Stand: 2019)         | Ja                              |      |
| Karlsruhe Hauptbahnhof        | Kreuzungsbahnhof                                   | 1913 (neu) | 263 +121 S-Bahn          | 16     | 72.000 (Stand: 2019)          | Ja                              |      |
| Köln Hauptbahnhof             | Trennungsbahnhof                                   | 1859       | 764 +466 S-Bahn          | 11     | 318.000 (Stand: 2019)         | Ja                              |      |
| Köln Messe/Deutz              | Kreuzungsbahnhof (Turmbahnhof)                     | 1844       |                          | 10     | 70.000 (Stand: 2018)          | Teilweise (Gleis 9, 10, 11, 12) |      |
| Leipzig Hauptbahnhof          | Kopfbahnhof, Tunnelbahnhof                         | 1915       | 821 +73 S-Bahn           | 21     | 135.000 (Stand: 2019)         | Ja                              |      |
| München Hauptbahnhof          | Kopfbahnhof                                        | 1849       | 855 +1018 S-Bahn         | 34     | 413.000 (Stand: 2019)         | Ja                              |      |
| München Ost                   | Durchgangsbahnhof                                  | 1871       |                          | 12     | 174.000 (Stand: 2019)         | Ja                              |      |
| Nürnberg Hauptbahnhof         | Kreuzungsbahnhof                                   | 1844       | 470 +426 S-Bahn          | 23     | 210.000 (Stand: 2019)         | Ja                              |      |
| Stuttgart Hauptbahnhof        | Kopfbahnhof                                        | 1922       | 590                      | 18     | 255.000 (Stand: 2019)         | Ja                              |      |